# Пионтковский, Сергей Андреевич
Серге́й Андре́евич Пионтко́вский (26 сентября (8 октября) 1891, Одесса — 8 марта 1937) — советский историк.

## Биография
Родился в Одессе, детство и юношеские годы прошли в Казани. Отец, А. А. Пионтковский, был заведующим кафедрой уголовного права в Казанском университете; младший брат Андрей (1898—1973) — юрист, заслуженный деятель науки РСФСР, член-корреспондент АН СССР.
В 1910 году окончил 3-ю казанскую гимназию. С 1912 года — участник революционного движения, социал-демократ. В 1914 году окончил историко-филологический факультет Казанского университета и был оставлен для подготовки к профессорскому званию на кафедре русской истории, под руководством профессора Н. Н. Фирсова.
В июне 1918 года, во время наступления на Казань частей Народной армии КОМУЧа и Чехословацкого корпуса, Сергей Пионтковский уехал из Казани в Уфу. Занимался общественной и литературной деятельностью, редактировал ряд журналов. В сентябре 1918 года вступил в РКП(б). Работал в Истпарте, Комакадемии. Автор многих работ по истории революции и гражданской войны, публикатор ценных документов.
7 октября 1936 года Пионтковский был арестован, обвинён в «членстве в контрреволюционной троцкистско-зиновьевской террористической организации». Хотя среди историков Пионтковский считался «одним из наиболее ортодоксальных», НКВД изъяли у него дневник с записями замечаний в адрес партии: «…Никто не бросился на помощь Троцкому, никто не пожалел его в этот момент, — хотя все, конечно, глубоко задумались над тем, что Льва Давыдовича за ноги и за голову стащили по лестнице и отправили в ссылку»; 
«Пишешь книгу... , а потом окажется, что это ничто иное, как выражение классовых стремлений какого–нибудь буржуазного меньшевизма, троцкизма и еще какой–нибудь чертовщины». После опубликования письма Сталина в журнал «Пролетарская революция» 10 ноября 1931 г. Пионтковский сделал следующую запись: 

«Из третьих рук мне рассказывали, что Сталин объяснялся с Ярославским на пленуме по поводу своей статьи, спросив, не сердится ли Ярославский за указанные ошибки. Ярославский якобы сказал, что... не сердится, если они действительно есть, но что он опасается, что теперь восторжествуют его противники и поднимут вокруг его имени свистопляску. На это Сталин сказал, что его противники Горин и Фридлянд [сами виноваты] и о торжестве не может быть и речи. В беседе Сталин поинтересовался, кто наделал ошибок, изобразив его на мартовской конференции и в мартовские дни 1917 г. занимавшим одну позицию вместе с Каменевым. Ярославский сказал, что эту часть в 4 томе писал Кин... Ярославский должен будет в следующем номере "Большевика" написать письмо, где он признается в своих ошибках. Это письмо уже согласовано со Сталиным. Да, сейчас в наших политических условиях и при том положении, которое играет фигура Сталина… [нельзя] вспоминать о его ошибках».
На допросах признался, что вёл «антипартийные разговоры», однако отверг официальное обвинение; на закрытом судебном заседании Военной коллегии Верховного Суда СССР 7 марта 1937 г. сказал, что «на всем протяжении предварительного следствия его состояние было таково, что он подписывал показания, с которыми не соглашался».
Подписан к репрессии по первой категории (расстрел) в списке «Москва-центр» от 27 февраля 1937 на 33 чел., № 19, без подписи представляющего. Подписи: «За». Сталин, Молотов, Каганович (на первой странице списка, № 1-24); Сталин, Молотов, Ворошилов, Каганович (на второй странице, № 25-33). Приговорён Военной коллегией Верховного Суда СССР 7 марта 1937 по обвинению в участии в контрреволюционной террористической организации. 8 марта 1937 года был расстрелян. Прах захоронен на территории Донского монастыря Москвы.
Определением ВКВС от 16 июля 1956 реабилитирован.

## Труды
- Пионтковский С. А. Обзор литературы по истории пролетарской революции в России // Печать и революция. — 1923. — № 2. — С. 99—107.
- Пионтковский С. А. Гражданская война в России (1918—1921 гг.): Хрестоматия. — М.: Изд. Комм. ун-та им. Я. М. Свердлова, 1925. — 708 с.
- Пионтковский С. А. Буржуазная историческая наука в России. — М.: Молодая гвардия, 1931. — 102 с.
- Пионтковский С. А. Октябрь 1917 г. — М.—Л., 1927. — 108 с.
- Пионтковский С. А. Очерки истории СССР XIX и XX  веков. — М.-Л., Соцэкгиз, 1935. — 524 с.
- Из дневника С. А. Пионтковского // Ab imperio: Теория и история национальностей и национализма в постсовет. пространстве. — 2002. — № 3. — С. 419—489.
- Дневник историка С. А. Пионтковского (1927—1934) Архивная копия от 6 сентября 2016 на Wayback Machine / Редкол.: Д. Бранденбергер, А. М. Дубровский, А. Л. Литвин (отв. ред. и вступ. ст.). — Казань: Казанский гос. ун-т, 2009. — 516 с. ISBN 978-5-98180-720-6